# Философия на съзнанието
Философията на съзнанието е дял на философията, изучаващ природата на разума, психическите събития и процеси, съзнанието е тяхната връзка с физическото тяло, най-вече с мозъка.
Централен проблем на философията на съзнанието е отношението между съзнание и тяло. Двете основни направления в неговото решаване са дуализмът, според който съзнанието и тялото са самостоятелни, и монизмът, който смята съзнанието и тялото за неотделими в онтологично отношение.